# Geordie (zespół muzyczny)
Geordie (wym. [dʒɔrdi]) – brytyjska grupa rockowa powstała w Newcastle upon Tyne w 1972 roku.

## Dyskografia

### Albumy studyjne (jako Geordie)
- Hope You Like It (1973)
- Don't Be Fooled by the Name (1974)
- Save the World (1976)
- No Good Woman (1978)
- No Sweat (1983)

### Albumy studyjne (jako Powerhouse)
- Powerhouse (1986)

### Kompilacje
- Geordie - Masters of Rock (1974)
- Geordie featuring Brian Johnson (1980)
- Strange Man (1982)
- Keep on Rocking (1989)
- Rocking with the Boys (1992)
- A band from Geordieland (1996)
- The very best of Geordie  (1997)
- The best of Geordie  (1998)
- Can you do it?   (1999)
- The Singles Collection (2001)
- No Sweat (2002)
- Can you do it (2003)
- Unreleased Tapes (2005)
- The very best of Geordie - The original versions (2009)
- Keep on Rockin' - The very best of (2009)

### Single EMI
- „Don't do that” / „Francis was a rocker” (EMI, wrzesień 1972) – UK Singles Chart #32[1]
- „All because of you” / „Ain't it just like a woman” (EMI, luty 1973) – UK #6[1]
- „Can you do it” / „Red eyed lady” (EMI, czerwiec 1973) – UK #13[1]
- „Electric lady” / „Geordie stomp” (EMI, sierpień 1973) – UK #32[1]
- „Black cat woman” / „Geordie's lost his liggie” (EMI, listopad 1973)
- „She's a teaser” / „We're all right now” (EMI, sierpień 1974)
- „Ride on baby” / „Got to know” (EMI, październik 1974)
- „Goodbye love” / „She's a lady” (EMI, 1975)

## Członkowie
1972–1977 line-up:
- Brian Johnson (śpiew)
- Vic Malcolm (gitara, śpiew) 1972–1975
- Tom Hill (gitara basowa)
- Brian Gibson (perkusja)

Line-up w kilku utworach na No Good Woman (1978):
- Dave Ditchburn (śpiew)
- Vic Malcolm (gitara)
- Alan Clark (instrumenty klawiszowe)
- Frank Gibbon (gitara basowa)
- George Defty (perkusja)

Line-up z Johnsonem ("Geordie II"), 1978–1980, 2001:
- Brian Johnson (śpiew)
- Derek Rootham (gitara)
- Dave Robson (gitara basowa)
- Davy Whittaker (perkusja)

1982–1985 line-up:
- Rob Turnbull (śpiew)
- Vic Malcolm (gitara)
- David Stephenson (gitara)
- Tom Hill (gitara basowa)
- Brian Gibson (perkusja)

Line-up jako Powerhouse, 1985–1988 
- Rob Turnbull (śpiew)
- Martin Metcalf (gitara)
- Tom Hill (gitara basowa)
- Brian Gibson (perkusja)